# تیتوس لارکیوس
تیتوس لارکیوس (به لاتین: Titus Larcius) یک نظامی و دولتمرد اهل جمهوری روم در اواخر سدهٔ ششم و ابتدای سدهٔ پنجم قبل از میلاد بود که به‌عنوان اولین دیکتاتور روم خدمت کرد و دو بار نیز کنسول شد.

## نام
او، با توجه به نام فامیلی‌اش، از خاندان لارکیان بود که اصلاً اتروسک بودند و مدت‌ها پیش به روم کوچیده بودند. نام فامیلی‌اش را به‌صورت Largius و Lartius نیز نوشته‌اند که مشتق از عنوان اتروسکی Lars است و به‌معنای «آقا، ارباب» می‌باشد.

## کنسولی و دیکتاتوری
برادر او، اسپوریوس لارکیوس، از قهرمانان جمهوری بود که در زمان محاصرهٔ روم به‌دست لارس پورسنا در ۵۰۸ ق.م. به‌همراه هوراتیوس کوکلس و تیتوس هرمینیوس از پل روی تیبر دفاع کرده بود و دو بار (۵۰۶ و ۴۹۰ ق. م) کنسول شده بود. تیتوس لارکیوس نیز دو بار (۵۰۱ و ۴۹۸ ق. م) به کنسولی دست یافته بود.
نخستین کنسولی‌اش در ۵۰۱ ق. م، هشتمین سال تأسیس جمهوری، بود و همکارش پستوموس کومینیوس بود. در دوران کنسولی این دو، گروهی از جوانان سابینی چند تن‌فروش رومی را با خود دزدیدند که از آن نزاعی برخاست و آشکار بود که به جنگ می‌انجامد. از سویی، شنیده می‌شد که اکتاویوس مامیلیوس، از بزرگان توسکولوم و داماد  تارکوئینیوس متکبر، دارد اتحادیه‌ای متشکل از سی دولت‌شهر لاتین برضد جمهوری نوپای روم تشکیل می‌دهد تا این حکومت را سرنگون و خاندان تارکوئینیان را به تاج‌وتخت آنجا بازگرداند.در این شرایط بود که رومیان به فکر ایجاد کلانتر جدیدی افتادند که مافوق دو کنسول باشد و اقتدار عالیه بدارد و کسی را حق تظلم کردن از مردم در برابر احکامش نباشد؛ نام این کلانتر را «دیکتاتور» نهادند. پس از آنکه لارکیوس بدین سمت برگزیده شد، اسپوریوس کاسیوس را به‌عنوان ارباب سواران برگزید.
نصب دیکتاتور در روم سابینان را نیز به وحشت انداخت، چه ایشان احساس می‌کردند که رومیان از دست خطای آنان دست به گزینش دیکتاتور زده‌اند. پس سفیرانی به روم فرستاده تقاضای صلح کردند، لیکن چون سنای روم شرط صلح را پرداخت غرامت ازسوی سابینان قرار داد و سابینان زیر بار این شرط نرفتند، صلح نشد و دو دولت یکدیگر را اعلان جنگ دادند؛ البته عملاً جنگی روی نداد. دیکتاتور لارکیوس پیش از اتمام مدت مجاز کنسولی‌اش (شش ماه) از مقامش کناره گرفت و با این کارش یک عرف و سنت برای دیکتاتورهای بعدی ایجاد کرد.

## پس از کنسولی و دیکتاتوری
در ۴۹۴ ق. م، وقتی توده‌های بدهکار علیه ظلم و ستم اشراف و سنا اعتراض کردند و دولت‌شهر ناآرام شد، کنسولان آن سال، آئولوس ورگینیوس و تیتوس وتوسیوس، با سناتورها و بزرگان درباب چگونگی حل معضل بدهکاری توده‌ها هم‌اندیشی کردند. در این هم‌اندیشی، لارکیوس پیشنهاد کرد که بدهی تمامی شهروندان بخشیده شود، پیشنهادی که البته مورد تصویب قرار نگرفت. پس توده‌ها به نشانهٔ اعتراض به سخت‌گیری دولت و سنا در ستاندن بدهی‌هایشان و به سربازگیری زوری‌شان از شهر خروج کردند و در کوه مقدس بست نشستند. دولت و سنا بیمناک شد که مبادا در این بلاتکلیفیِ شهر یک دشمن خارجی از وضعیت سوءاستفاده کند و بر جمهوری حمله‌ور شود. پس تیمی جهت مذاکره با ایشان و آشتی دادنشان با دولت به کوه مزبور فرستاد که لارکیوس نیز عضو تیم بود. این مأموریت موفقیت‌آمیز بود و مننیوس آگریپا، سردستهٔ تیم سنا، توانست با مَثَل معروفش (شورش دست‌وپاها و دندان و زبان برضد معده) توده‌ها را قانع به بازگشت به شهر و ترک اعتصاب بکند. در عوض، کلانترهای جدیدی به‌نام تریبون‌های مردم تأسیس شدند که مدافع منافع توده‌ها در برابر سنا و دولت بودند.
در سال ۴۹۳ ق. م، لارکیوس لگاتوسِ کنسول کومینیوس در جریان محاصرهٔ دولت‌شهر کوریولی بود، محاصره‌ای که نام نیائئوس مارکیوس کوریولانوس را بر سر زبان‌ها انداخت.

## ابهام تاریخی دربارهٔ دیکتاتوری‌اش
برخی روایات برآنند که نخستین دیکتاتور رومیان نه تیتوس لارکیوس، بلکه مانیوس والریوس (برادرزادهٔ پوبلیوس والریوس پوبلیکولا) بوده‌است. لیکن تیتوس لیویوس، مؤرخ کتاب از پیدایش روم، تأکید دارد که بعید است که کسی بدون داشتن سابقهٔ کنسولی به دیکتاتوری (آنهم اولین دیکتاتوری تاریخ روم) نصب شده باشد.

## در ادبیات
شخصیت تیتوس لارکیوس در نمایشنامة کوریولانوس، اثر ویلیام شکسپیر، حضور دارد.